# Ònes
Ònes (en francès Onet-le-Château) és un municipi del departament francès de l'Avairon, a la regió d'Occitània.